# Гаазька конвенція про захист культурних цінностей у випадку збройного конфлікту
| Приєдналися до конвенції | Підписали проте не ратифікували |

Гаазька конвенція про захист культурних цінностей у випадку збройного конфлікту 1954 — міжнародно-правовий документ, прийнятий на Міжнародній конференції, що відбулася в Гаазі (Нідерланди) 21 квітня — 14 травня за участі 56 держав, у тому числі УРСР.

## Сторони (станом на 1997 рік)
Станом на 1997 рік Конвенцію підписали понад 80 держав. Це — перша міжнародна угода, в якій об'єднано правові норми щодо охорони культурної спадщини у світовому масштабі. Розроблена на основі «Пакту Реріха», висунутого відомим художником і громадським діячем М. Реріхом. Згідно з конвенцією, об'єктами міжнародної охорони є такі культурні цінності (рухомі або нерухомі, будь-якого походження та приналежності), які мають особливе значення для культурної спадщини кожного окремого народу. Це — пам'ятки архітектури, історії та мистецтва, релігійні чи світські, археологічні пам'ятки, рукописи, архіви, колекції, музеї, бібліотеки, а також центри, де зосереджені культурні цінності.

## Коротка характеристика
В Конвенції зазначено, що збитки, завдані культурним цінностям, які є об'єктами міжнародної охорони, примножують втрати культурної спадщини всього людства. Згідно з цим документом, країни-учасниці конвенції зобов'язуються поважати культурні цінності, що захищаються конвенцією й які перебувають на їхній території й на території інших країн. Під час збройного конфлікту забороняється будь-яке використання цих цінностей, якщо воно може призвести до їх зруйнування або пошкодження. Договірні сторони повинні переслідувати й припиняти крадіжки, пограбування, акти вандалізму. Особи, винні в порушенні норм конвенції, притягаються до кримінальної відповідальності згідно з чинним національним законодавством. Конференція прийняла Виконавчий регламент процедури застосування конвенції та протокол щодо протизаконного вивезення культурних цінностей з окупованих території, який зобов'язує незаконного власника цих цінностей повернути їх після припинення воєнних дій. Було встановлено двоколірний (синьо-білий) розпізнавальний знак для позначення культурних цінностей, що перебувають під захистом конвенції.